# 根西護照
根西护照（英語：Guernsey passport）是由英國皇家屬地根西行政區圣彼得港的根西海關及入境事務處發出予海峽群島之根西島公民的英國公民護照。

## 申請资格
根西護照是由根西海关及入境事務處發出予當地居住之英國公民使用的護照。 申请表格可於白岩的护照办公室，奥尔德尼岛的國務辦公室或駐萨克岛的政府辦公室索取。

## 特徵
根西護照的持有人在護照的內頁上雖然已被定義為英國公民，但由於根西是屬於英國皇室屬地而非聯合王國，因此在護照的封面上，根西護照除了注明其屬地的名稱「BAILIWICK OF GUERNSEY（根西屬地）」之外，國家名稱方面是以「BRITISH ISLANDS（英國離島）」而非以聯合王國名義顯示。但內頁的內容則與一般英國公民護照無異。
根據《羅馬條約》第三條草案中的「海峽群島或曼島公民」內容，由根西政府所發出的英国公民护照會在備注頁上加入以下備注：
| " | holder is not entitled to benefit from European Community Provisions relating to employment or establishment 中文翻譯：本護照持有人不獲享有歐洲聯盟賦予之工作或定居的權利 | " |

儘管根西護照持有人基於《馬城條約》規定，屬於英國皇室屬地等同是英國行政管轄範圍內，因此同樣可被視為欧洲联盟公民，在根西護照上也同樣印有「EUROPEAN UNION（歐洲聯盟）」字樣以示其同為歐盟成員國所發出的護照，然而根西的英國公民在有關備注加持的情況下，其欧盟公民身份會被禁止，進入歐盟國家仍需簽證和接受出入境管制。
如果持有人與英國有密切關係，即包括定居英國本土5年以上、英國本土出生、父母其中一方持英國公民護照等符合一般外籍人士成為英國公民的入籍要求，有關人士則無需特別再向護照署申請英國公民護照，只需在其根西護照備注頁上取消以上的備注即可享有等同英國公民護照相同的免簽證待遇，並擁有欧洲联盟公民的一切权利。

## 外部連結
- GGY-根西护照细节內容 （页面存档备份，存于）
- 根西政府护照办公室 （页面存档备份，存于）